# 同楽里の戦い
同楽里の戦い（日本語：トンナンニのたたかい、どうがくりのたたかい、韓国語：同樂里戰鬪、동락리 전투）は、朝鮮戦争中の1950年7月に起きた大韓民国陸軍（以下韓国軍）及び朝鮮人民軍（以下人民軍）による戦闘。

## 経緯
7月4日、水原の陥落が迫った頃、人民軍の大縦隊が水原から東37キロの長湖院里に侵入し、別の大縦隊が水原から東37キロの利川に南下中との報告が入った。当時、水原と忠州との間に90キロの間隙が生じていた。そこで丁一権参謀総長は第6師団（師団長：金鐘五大領）と第8師団（師団長：李成佳大領）に平沢 – 陰城 – 忠州 – 堤川の線を防御するように命じた。
7月4日、第6師団長の金鐘五大領は忠州で整備中の第7連隊を陰城に派遣した。連隊長の林富澤中領は第2大隊（大隊長：金鍾洙少領）を同楽里に先遣し、連隊主力は陰城に進出させた。
この時、陰城北方に展開していた人民軍は第15師団（師団長：朴成哲少将）であった。第15師団は、第50連隊を予備にして、第49連隊を無極里に、第48連隊を同楽里に展開した。
同日夜、林富澤中領は人民軍の所在を把握するため、第2大隊を長湖院里に向けて北上させた。第2大隊は同楽里西に2キロの毛陶院付近で第48連隊を発見し、待ち伏せで撃退した。戦場には装甲車1両とトラック5両などが遺棄されていた。
7月5日、第7連隊は第3大隊（大隊長：李南浩少領）に毛陶里付近を、第1大隊（大隊長：金龍培少領）に陰城西側4キロにある所余里の油峴の峠を占領させ、第2大隊は予備として陰城に配備した。同日午後、第49連隊の一部が油峴正面に南下してきたが、第1大隊がこれを撃退した。
7月6日、第1大隊は無極里を占領したが、人民軍の反撃を受けて無極里南東の白也里に後退し、第3大隊も人民軍の強圧を受け290高地に後退した。ここで林富澤中領は第2大隊は同楽里南側の644高地に配備して中間地域の防御を強化した。同楽里に入った第48連隊は、住民から韓国軍が撤収したという情報を得たので移動陣形もとらず、警戒もまったくしなかった。

## 部隊

### 韓国軍
- 第6師団 師団長：金鐘五大領
  - 第7連隊 連隊長：林富澤中領
    - 第2大隊 大隊長：金鍾洙少領

### 人民軍
- 第2軍団 軍団長：金光侠中将
  - 第15師団 師団長：朴成哲少将
    - 第48連隊 連隊長：金致九中佐

## 戦闘
7月7日、第2大隊は同楽里国民学校一帯に連隊規模の兵力が集結しているのを発見した。大隊の任務は644高地の確保であり、戦力も兵力は400人に過ぎず重火器も81ミリ迫撃砲1門と重機関銃1丁しか保有していなかったが、金鍾洙少領は独断で攻撃を決心した。第7中隊をもって人民軍の退路を遮断し、第6中隊（中隊長：李建玉中尉）は後側方から、第5中隊（中隊長：金相興中尉）は正面からの攻撃を計画した。
午後6時、第6中隊が集中射撃を開始した。不意を突かれた人民軍は右往左往して物陰に隠れたが、校庭の砲兵は第6中隊に試射し始めた。大隊長は迫撃砲班長の申用寛中尉に射撃を命じたが底板が到着していないので射撃できなかった。やがて人民軍は砲撃を開始し、爆煙に蓋われたが、底板が到着したので射撃を開始して人民軍の砲兵は沈黙した。さらに第6中隊と第5中隊が挟撃すると人民軍は退却したが第7中隊に捕捉された。東に逃れた部隊も龍院里の第3大隊に殲滅され、生き残った者は北方の山中に散り散りとなって退却した。第2大隊の損害は軽傷1人だけであった。
7月8日、戦場を確認すると遺棄死体800人を数え、捕虜132人を得た。捕虜の中には第48連隊の軍需参謀や本部中隊長が含まれていた。さらに学校周辺には、76ミリ砲12門、装甲車3両、迫撃砲など35門、機関銃47丁、小銃1千余丁、各種車両60両、無線機その他多数が遺棄されていた。
この戦果に感激した李承晩大統領は第7連隊に部隊表彰をし、全将兵を一階級特進させた。鹵獲した兵器は大田に輸送されて市民にも展示され、各種武器の1点ずつが国連に送られ侵略の証拠として提示された。戦闘後、人民軍第48連隊は、虚偽の情報を与えた罪で周辺の住民を虐殺した。